# Мировое яйцо
Мировое яйцо — универсальный мифопоэтический символ; упоминания о вселенском яйце, из которого рождается мир (вариант: верховное божество либо бог-прародитель) встречаются в мифах и преданиях многих народов. В большинстве мифов яйцо, нередко — золотое (символ Солнца), плавает в водах мирового океана; в некоторых легендах появляется также птица-мать (как, например, в египетском мифе). В индийской мифологии из Хираньягарбхи — «золотого плода», созревающего в сердцевине плавающего на водах Мирового яйца (Брахманды), — рождается Брахма, из него же появляется Праджапати; имя Мартанды, предположительно, солярного божества, означает «рождённый из мертвого яйца». О рождении демиурга — божественного Фанета — из плавающего в море яйца повествует орфический миф. В финском мифе утка сносит яйцо, из которого возникает Вселенная, на холм посреди океана (либо на колено девы Ильматар); в китайской легенде Вселенная прежде представляла собой нечто вроде куриного яйца, из которого родился прародитель Пань-гу.
Легенды о Мировом яйце встречаются у народов Европы, Индии, Китая, Индонезии, Австралии, Африки и пр.